# You and Me (film 1938)
You and Me è un film statunitense del 1938 diretto da Fritz Lang.
Conclude la trilogia della critica sociale, dopo Furia e Sono innocente.
È anche l'unica commedia americana di Lang.

## Trama
Appena uscito dalla prigione Joe Dennis, un ganster, è assunto in un grande magazzino. Il proprietario, signor Morris, ha preso l'encomiabile iniziativa di dare impiego a ex-detenuti, allo scopo di offrire loro l'occasione di reinserirsi socialmente ed economicamente. Divenuto un impiegato modello e concluso il periodo di libertà vigilata egli decide di sposare Helen Roberts, una commessa che non gli rivela di essere anch'essa una ex-detenuta. Ella teme di deluderlo e inoltre la legge americana di quel tempo impediva di contrarre matrimonio a chi era in libertà vigilata. Quando Joe scopre la verità, ritorna presso i suoi precedenti compagni della malavita e progetta una rapina ai danni del magazzino. Helen riesce a convincere la banda a rinunciare al piano criminale. Helen e Joe aspettano un bambino e quando lei è ricoverata nella clinica ostetrica, i delinquenti pentiti, vestiti con gli abiti eleganti, si recano a farle visita e a festeggiare il lieto evento.

## Produzione
Paramount Pictures.

### Soggetto
Da un soggetto di Norman Krasna.

### Riprese
Tempo di lavorazione: 45 giorni.
Il film fu girato in condizioni difficili. Lang aveva dei contrasti con la sceneggiatrice Virginia Van Hupp. George Raft esigeva molte prove, mentre Sylvia Sidney voleva farne il meno possibile per conservare la spontaneità della recitazione.

### Prima
La prima del film si ebbe a New York il 1º giugno 1938.

## Accoglienza
Il film fu un fiasco commerciale. Lo riconosce lo stesso Lang nell'intervista concessa a Peter Bogdanovich.

## Critica
«Questo fu il film meno importante di Lang, sebbene anch'esso fosse un tentativo audace di rompere con la formula hollywoodiana e sperimentare con il sonoro… La storia ha momenti svolti in modo nuovo… ci sono riprese notevoli, e la caratterizzazione pungente e la malinconia già evidenti nei primi due film americani di Lang».
«L'insufficienza del soggetto è largamente compensata dalla bellezza della recitazione degli attori. C'è l'espressione di una grande sensibilità ottenuta senza il ricorso ad effetti speciali, ad esclusione delle sequenze notturne e l'accompagnamento musicale delle canzoni. Lang sembra aver voluto riprendere L'opera da tre soldi di Georg Wilhelm Pabst, 1931, il cui musicista era Kurt Weill».

## LaLehrstück, la commedia didattica
«You and me doveva molto a Brecht … egli ha inventato il teatro epico e il Lehrstűck, una commedia che insegna qualcosa. E io volevo fare appunto un film che insegnasse qualcosa in maniera divertente con delle canzoni. Cominciavo con Non puoi avere niente per niente, una canzone con musica di Kurt Weill».
Con una canzone che abbia buoni versi e buona musica, puoi insegnare qualcosa:
E questo vale per ogni cosa – la vita ha una maniera speciale di farti pagare tutto ciò che prendi.

## Citazione
Helen dimostra ai malavitosi che il crimine non paga e pronuncia questa frase
«The big shots aren't little crooks like you. They're politicians» (I grossi calibri non sono piccoli truffatori come voi. Essi si dedicano alla politica).